# دیژست
دیژست (لاتین: Digesta seu Pandectae) که به نام پاندکت هم شناخته می شود نامی است که به خلاصه هایی از نوشته های حقوقی در مورد حقوق روم گردآوری شده است گفته می شود. مجموعه‌های ژوستینین، که به دستور امپراتور ژوستینین  فراهم شد، شامل سه مجموعه به نامهای کد، دیژست و انستیتوت بود که از سال ۵۲۹ میلادی تا۵۳۴ میلادی منتشر و بعدها تکمیل شد .دیژست به ۵۰ کتاب تقسیم می شود و خلاصه بخشی از قوانین مدون شده رومی بود که بعداً به عنوان Corpus Juris Civilis (به معنای "بدن قانون مدنی")) شناخته شد.قرار بود مجموعه کامل شود، اما ژوستینیان قوانین بیشتری را تصویب کرد، که بعداً به طور جداگانه جمع آوری شد.
. این مجموعه‌ها تأثیر بسیاری در شکل‌گیری قوانین در کشورهای اروپایی داشت و به عنوان دایرةالمعارفی کهن در حقوق خصوصی، پایه‌های اصلیِ نظام حقوقی نوشته را تشکیل داد. 

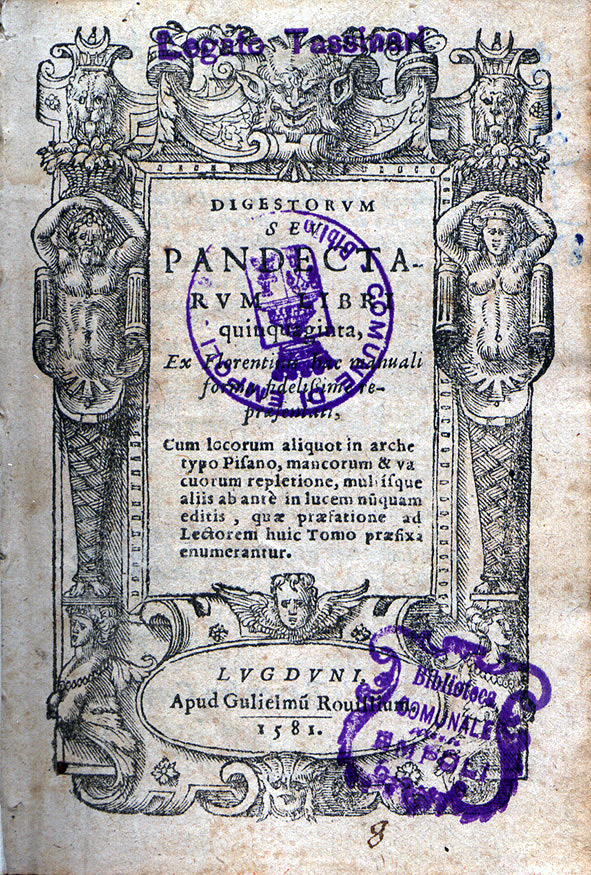
lang|la|دیژست،۱۵۸۱ میلادی

[[Image:Digesto 02.jpg|thumb|{{lang|la|دیژست،۱۵۸۱ میلادی]]

## تاریخچه
نخستین مجموعه قوانین  در آوریل ۵۲۹ میلادی منتشر شد. این امر آن را به تنها منبع حقوقی امپراتوری روم تبدیل کرد و همه کدگذاری های قبلی را لغو کرد. با این حال، ارجاع به نوشته های حقوقدانان قدیمی را که نوشته هایشان معتبر شمرده شده بود، جایز می دانست. بر اساس قانون استنادات تئودوس دوم، نوشته‌های پاپینیان، پاولوس، اولپیان، مودستینوس و گایوس ماریوس به عنوان مقامات حقوقی اولیه قابل استناد در دادگاه معرفی شدند. می‌توان به موارد دیگری نیز اشاره کرد، اما دیدگاه‌های آنان باید «از مقایسه نسخه‌های خطی فهمیده می‌شد».
نسخه خطی اصلی باقی مانده از دیژست، مربوط به  اواخر قرن ششم یا اوایل قرن هفتم است. در قرون وسطی، دیژست به سه بخش تقسیم می‌شد و بیشتر نسخه‌های خطی تنها شامل یکی از این بخش‌ها است. کل خلاصه برای اولین بار در سال ۱۹۸۵ میلادی توسط محقق حقوقی اسکاتلندی آلن واتسون به انگلیسی ترجمه شد.
دیژست در سال ۱۱۳۵ میلادی در آمالفی کشف شد و باعث احیای یادگیری قوانین روم در سراسر اروپا شد. منابع دیگر ادعا می کنند که در سال ۱۰۷۰ میلادی کشف شد و انگیزه بزرگی برای تأسیس اولین دانشگاه در اروپا، دانشگاه بولونیا (۱۰۸۸) بود.

## تعارض قوانین
قوانین مدون اغلب با هم تضاد داشتند. از این رو، ژوستینیان دستور داد که این تعارضات حل شود و پنجاه مورد از آنها به عنوان «تصمیمات کوینکوآگینتا» (پنجاه تصمیم) منتشر شد. اندکی پس از آن، وی دستور داد که آثار این نویسندگان باستانی که در مجموع بیش از ۱۵۰۰ کتاب بود، در پنجاه کتاب خلاصه شود. اینها باید به لاتین دیژست Digesta (چکیده‌های مرتب شده) یا در یونانی پاندکت Πανδέκται Pandectae ("دانشنامه") عنوان شوند. در پاسخ به این دستور ۱۵ دسامبر ۵۳۹ میلادی ، تریبونیان کمیسیونی متشکل از شانزده عضو برای انجام کار ایجاد کرد - یک مقام دولتی، چهار استاد و یازده وکیل مدافع.
به کمیسیون این اختیار داده شد که متون را به منظور ساده سازی، شفاف سازی و رفع تعارضات میان آنها فشرده و تغییر دهد. سازمان دیژست پیچیده است: هر یک از پنجاه کتاب به چندین عنوان تقسیم شده است که هر کدام شامل چندین عنوان است، و بسیاری از عنوان ها چندین بخش یا پاراگراف دارند.  تحقیقات در دوران مدرن تصویری بسیار محتمل از چگونگی انجام وظیفه کمیسیون توسط کمیسیون ایجاد کرده است.

## محتوا
تقریباً دو پنجم خلاصه شامل نوشته‌های اولپیان است، در حالی که حدود یک ششم متعلق به پائولوس است.: تعلیقات بر تألیف و حتی استناد به اصل آثار حقوقدانان برای تبیین ابهامات متن ممنوع بود.  نظری که توسط پائولوس در آغاز بحران قرن سوم در سال ۲۳۵ پس از میلاد در مورد Lex Rhodia ("قانون رودیا") نوشته شده است، اصل میانگین کلی بیمه دریایی را که در جزیره رودس در حدود ۱۰۰۰ تا ۸۰۰ قبل از میلاد ایجاد شده است، بیان می کند.